# Epixanthis maculitarsis
Epixanthis maculitarsis är en skalbaggsart som beskrevs av Hermann Burmeister 1842. Epixanthis maculitarsis ingår i släktet Epixanthis och familjen Cetoniidae. Inga underarter finns listade i Catalogue of Life.